# Contesté franco-brésilien
 (septembre 2013).

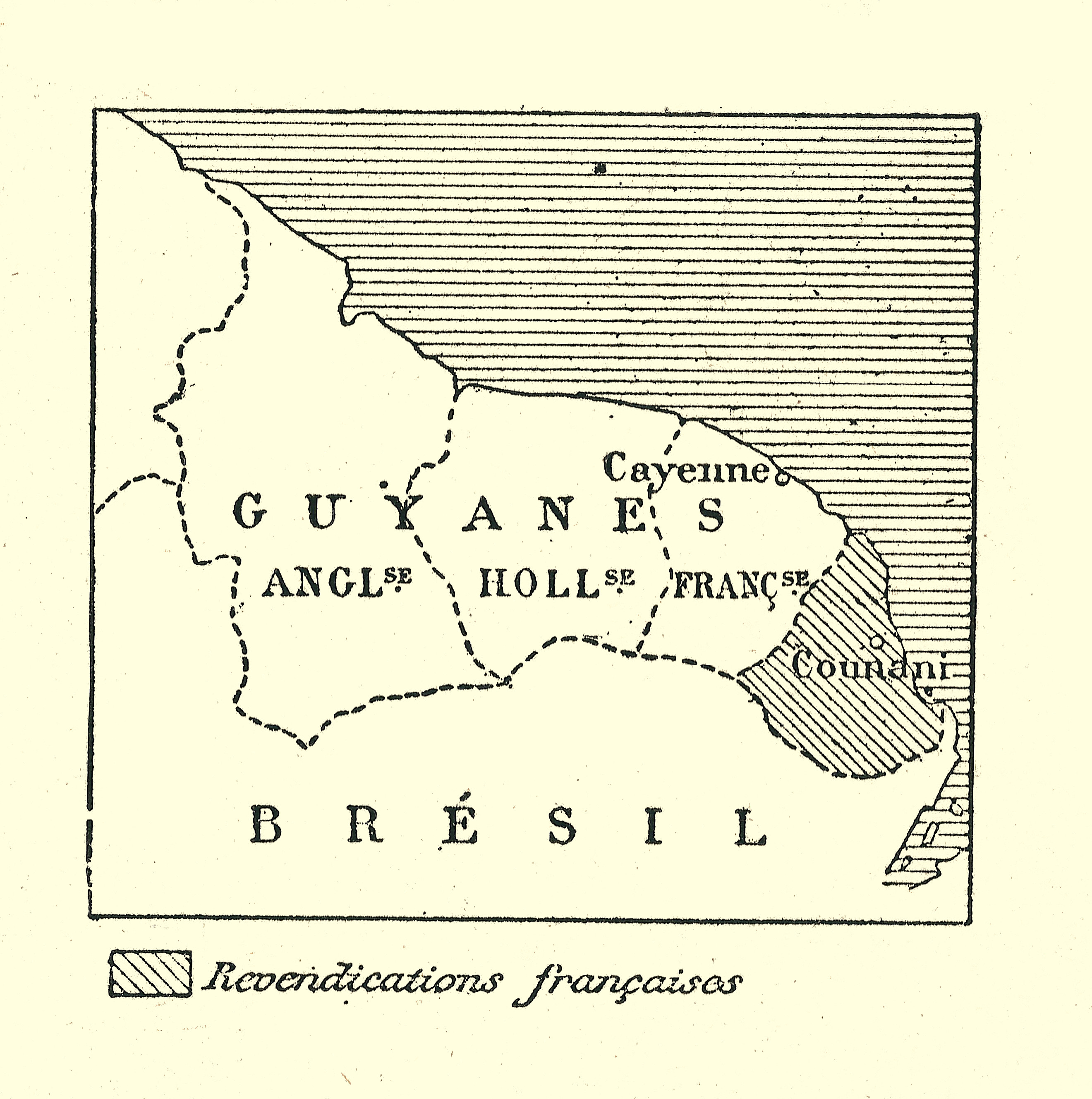
Carte de la Guyane britannique, de la Guyane néerlandaise et de la Guyane française et d'une partie de la zone contestée.

Le contesté franco-brésilien est un différend soulevé entre la France et le Brésil, sur la question de la délimitation de la frontière entre la Guyane et ce dernier pays. Tout un vaste territoire était revendiqué par les deux États. Le protocole du 10 avril 1897, signé entre les deux gouvernements, détermine d'une façon à peu près précise les limites de ce territoire contesté.
Il est situé entre, au Nord, les Guyanes britannique et néerlandaise, les monts Tumuc-Humac et l’Oyapock ; à l’Est, l'océan Atlantique ; au Sud, le rio Araguari jusqu'à sa source (en théorie ; en pratique, depuis la bifurcation du cours vers le Nord, près du siège municipal de Porto Grande), et, de cette source (ou du lieu précédemment cité) une ligne parallèle à l'Amazone jusqu'au rio Branco ; à l’Ouest, le rio Branco (dans l'actuel État du Roraima).
L’histoire de la question remonte au traité d'Utrecht, lequel dit (art. 8) : « Que la navigation de l'Amazone, ainsi que les deux rives du fleuve, appartiendront au Portugal, et que la rivière de Japoc ou Vincent Pinson servira de limite aux deux colonies. »
La rivière Japoc est identifiée par les Portugais ou les Brésiliens avec l’Oyapock, et par les Français avec l’Araguari, d’où le litige. Ceci pour la limite à la côte.
Pour ce qui est de l'intérieur, les Brésiliens disent que la rive nord de l'Amazone signifie tout le bassin nord de ce fleuve ; les Français disent que la rive seule est brésilienne et que l'intérieur est français.
En sorte qu'un arbitrage devenait indispensable pour résoudre un litige qui remontait à près de deux cents ans. Le Brésil avait déjà offert, en 1856, de partager le territoire contesté en prenant pour limite le fleuve Calçoene. Mais la France a refusé ce partage non justifié, en maintenant ses droits jusqu'à l'Araguari.
Le territoire concerné incluait donc tout le nord de l'État du Pará, le nord-est de l'Amazonas et une partie de l'est du Roraima. Il représentait une superficie de 550 000 km2 (certains auteurs parlent de seulement 260 000 km2, 60 000 km2 en bande côtière et 200 000 km2 à l’intérieur des terres).

## Faits
À l’époque de la révolte de la Cabanagem (1835-1840), les Français construisirent une fortification à proximité d’Amapá, plus précisément dans une localité baignée par le lac Ramudo. Cette garnison française fut découverte par le capitaine Harris qui, immédiatement en informa le gouvernement impérial du Brésil. Dom Pedro II de Bragance se résolut alors, avec son homologue français Napoléon III, à neutraliser la région disputée par les deux pays et qui correspond à la région aujourd’hui située entre les rivières Oyapock et Araguari.
La zone en vint ainsi à se nommer «Contesté franco-brésilien» et à posséder deux représentants : un Brésilien vivant à Belém, et un Français résidant à Cayenne. Le chef-lieu du Contesté était alors la petite ville de Espírito Santo do Amapá, aujourd'hui incluse dans la municipalité d'Oiapoque. La découverte d’or dans la rivière Calçoene, en 1894 (certains auteurs parlent de 1893), par les garimpeiros du Pará natifs de Curuçá vint réveiller les plus grands intérêts de la France et du Brésil pour la possession définitive du Territoire. Du côté français fut donc nommé Trajano Benitez, esclave fugitif de Cametá, dans le Pará, qui fut reçu à Cunani comme délégué français (Cunani est aujourd'hui district de Calçoene). À Amapá, c’est Eugène Voissien qui représentait les intérêts français, et interdit plus tard aux Brésiliens d’accéder aux champs aurifères, donnant des droits d’extraction aux seuls Créoles de Cayenne.
À Cunani, qui avait déjà été par deux fois le siège d'une république indépendante (de 1889 à 1902), Trajano pratiquait la répression contre les Brésiliens venus s’installer. Il en arriva à déchirer le drapeau brésilien pour faire flotter à sa place celui de la France sous les accords de la Marseillaise.

## Résistance des Brésiliens
Avec la situation créée par Voissien, les habitants d'Amapá commencèrent à réagir et leur premier acte fut de neutraliser les droits du représentant français. Ainsi, réunie le 26 décembre 1894, la population démit Voissien et créa un gouvernement de triumvirat, dont le chanoine Domingos Maltez assura la présidence, avec Francisco Xavier da Veiga Cabral (pt) dit Cabralzinho et Desidério Antonio Coelho comme conseillers. L’idée du Triumvirat vint de Coelho qui avait choisi le 10 du même mois pour devenir le chef d’un gouvernement indépendant en Amapá. Il proposa une nouvelle réunion pour que l’administration soit exercée par trois personnes. Le jour suivant fut créé l’Armée de défense de l’Amapá, pour tenter de garantir l’ordre local. La formation du gouvernement de triumvirat fut communiquée ensuite à Belém.
En 1895, le chanoine Domingos Maltez quitte la présidence du Triumvirat et celle-ci est assumée, à sa place, par Cabralzinho. Une des premières mesures prise par celui-ci fut de répondre à une lettre signée par la population de Cunani relatant le comportement de Trajano sur place. Sans chercher à pratiquer une quelconque enquête, ce qui était la coutume dans ce genre de situation, Cabralzinho envoya une garnison à Cunani pour arrêter Trajano. Le major Félix Antonio de Souza fut chargé de la mission, et fit une proclamation officielle du Triumvirat aux Brésiliens de ce district.
Le 1er mai 1895, dans la municipalité d’Amapá, Francisco Xavier da Veiga Cabral, "Cabralzinho", repoussa les Français sous le commandement du capitaine Lunier venus libérer Trajano. Ce fait fut le plus radical de la question du Contesté de l’Amapá, qui est résolu seulement cinq années plus tard, par le biais de l’arbitrage international.
Les Français obéissaient aux ordres du gouverneur de Cayenne, Camille Charvein, qui voulait l’arrestation immédiate de Cabralzinho au cas où il ne libérerait pas le délégué français Trajano, qui avait été capturé par l’Armée de défense de l’Amapá, une force paramilitaire commandée par Cabralzinho.

## Attaque des Français
Le 15 mai 1895, la population adulte vaquait à ses tâches quotidiennes, soit au centre de la ville, soit aux champs, soit s’occupant du bétail ou des travaux agricoles. Les Français remontaient depuis tôt la petite rivière Amapá, à bord de la canonnière Bengali, pilotée par un Brésilien du nom d’Evaristo Raimundo. Le commandant en était le lieutenant-capitaine Lunier et la mission avait pour but de capturer Cabralzinho s’il résistait à l’ordre de libérer Trajano. Après son arrestation, les gendarmes avaient pour mission de l’emmener à Cayenne. Ils débarquèrent et encerclèrent la maison de celui-ci, laissant des morts parmi la population qui avait résisté.
Les demandes du capitaine Lunier furent clairement entendues. Face au refus de Cabralzinho, il se mit en position de combat. En peu de temps, les amis de Cabralzinho commencèrent à affluer, et quatre-vingts hommes de capitaine Lunier commencèrent à lutter de manière incontrôlée, à la suite de la mort de leur chef, et préoccupés par la marée basse qui provoquerait, avec certitude, l’enlisement de l’embarcation qui avait une coque très haute.
C'est Cabralzinho qui semble avoir tué Lunier avec le pistolet d'un gendarme français. La réaction des Brésiliens et le massacre d'habitants dans la ville commandaient au plus vite la résolution du conflit du Contesté. À la suite de longs pourparlers, un protocole d'arbitrage négocié par Stephen Pichon, ministre plénipotentiaire de France à Rio de Janeiro, fut rédigé le 10 avril 1897, chargeant le président de la Confédération suisse de résoudre le différend.
Mais les événements survenus dans l’Amapá eurent une grande répercussion internationale. Au Brésil, la presse se répandit en protestations contre le projet du gouverneur de Cayenne de vouloir faire fusiller les Brésiliens emmenés comme prisonniers. Le gouverneur lui-même promit une récompense d’un million de francs pour toute personne qui capturerait vivant Cabralzinho.
Les relations diplomatiques entre le Brésil et la France étaient au plus bas et nécessitaient une reformulation. Le gouvernement français reconnut la responsabilité de M. Charvein pour le massacre survenu le 15 mai 1895. Son éloignement de Cayenne fut immédiat, lui valant, comme « récompense », une retraite obligée. Mais la presse française persistait à déclarer Cabralzinho coupable. 

## Arbitrage suisse
Les faits furent définitivement résolus avec le jugement suisse donnant gain de cause au Brésil et dont les conclusions furent annoncées le 1er décembre 1900, par le Président suisse, Walter Hauser :
« I — Conformément au sens précis de l'article 8 du Traité d'Utrecht, la rivière Japoc ou Vincent Pinçon est l'Oyapoc qui se jette dans l'océan, immédiatement à l'ouest du cap d'Orange et qui, par son thalweg forme la ligne frontière.

II — À partir de la source principale de cette rivière Oyapoc jusqu'à la frontière hollandaise, la ligne de partage des eaux du bassin des Amazones qui, dans cette région est constituée dans sa presque totalité par la ligne de faîte des monts Tumuc-Humac, forme la limite intérieure. »
Cet arbitrage se fonde sur les travaux de plusieurs géographes, dont les plus décisifs sont ceux des Français Élisée Reclus (dont la Nouvelle Géographie universelle), jugé plus neutre, et Henri Coudreau.

## Aujourd'hui
De nos jours, quelques irrédentistes guyanais revendiquent un État libre de Counani (Cunani en graphie portugaise), qui a son propre drapeau.